# Citová hodnota
Citová hodnota (v originále Affeksjonsverdi) je koprodukční komediální drama režiséra Joachima Triera z roku 2025.
Předpremiérově snímek promítali na MFF v Cannes, kde obdržel Velkou cenu a později na 59. ročníku MFFKV, kde jej osobně uvedl Stellan Skarsgård; českou premiéru chystá distributor Aerofilms na 8. leden 2026.

## Synopse
Film sleduje několik generací rodiny Borgů; v ohnisku je skomírající vztah herečky Nory a jejího otce, uznávaného režiséra Gustava; ten se po návratu do Osla snaží najít cestu ke své dceři po smrti její matky: aby překonal odcizení, nabídne jí hlavní úlohu ve svém připravovaném filmovém díle, které pro ni napsal. Divák se postupně dozvídá, co v jejich vzájemném vztahu předcházelo jejímu důraznému odmítnutí nabízené role (Gustav po tomto nezdaru angažuje hollywoodskou herečku Rachel Kempovou, přičemž natáčení probíhá v jejich domě).

## Obsazení

### Hlavní role
| Renate Reinsve          | Nora                       |
| Stellan Skarsgård       | Gustav                     |
| Inga Ibsdotter Lilleaas | Agnes Borgová Pettersenová |
| Elle Fanning            | Rachel Kempová             |
| Catherine Cohen         | Nicky                      |

### Vedlejší role
| Cory Michael Smith            | Sam            |
| Anders Danielsen Lie          | Jakob          |
| Jesper Christensen            | Michael        |
| Lars Väringer                 | Peter          |
| Ida Marianne Vassbotn Klasson | Sissel Borgová |
| Bjørn Alex Olsen              |                |
| Pia Borgli                    | Thea           |

## Recenze
- Kristýna Skalníková, Právo / Novinky.cz: Režisér Trier obdivuhodně zvládl z konkrétních filmových osudů učinit filozofický a obecně platný příběh, na nějž se lze přirozeně napojit a jeho prostřednictvím oživit vlastní hluboko uložené emoce.[4]

### Přijetí
1. 1 2   Sentimental Value (2025) [online]. Unifrance [cit. 2025-07-22]. Dostupné online. (anglicky)
2. ↑  HRABINOVÁ, Tereza. KVIFF 2025: Kdo přijede, jaký bude program, jak získat vstupenky, mapa kin. iDNES.cz [online]. Praha: MAFRA, 2025-07-04 [cit. 2025-07-22]. Dostupné online.
3. ↑  ŠŤÁSTKA, Tomáš; SPÁČILOVÁ, Mirka. Do Varů míří Dakota Johnsonová a Stellan Skarsgård, v nové znělce je Bolek Polívka. Kultura. iDNES.cz [online]. Praha: MAFRA, rev. 2025-06-25 [cit. 2025-07-22]. Dostupné online.
4. ↑  SKALNÍKOVÁ, Kristýna; mh. Skarsgård exceluje v Citové hodnotě. Kultura. Právo. Praha: Borgis, 11. červenec 2025, roč. 35, čís. 159, s. 22. Dostupné online. ISSN 1211-2119.